# Arevsjat, Sjirak
Arevsjat (armeniska: Արևշատ) är en ort i Armenien. Den ligger i provinsen Sjirak, i den nordvästra delen av landet, 70 kilometer nordväst om huvudstaden Jerevan. Arevsjat ligger 1 913 meter över havet och antalet invånare är 1 623.
Terrängen runt Arevsjat är lite bergig. Närmaste större samhälle är Maralik, 17,2 kilometer sydväst om Arevsjat.
Trakten runt Arevsjat består till största delen av jordbruksmark. Runt Arevsjat är det ganska tätbefolkat, med 120 invånare per kvadratkilometer.